# Knorydy Podleśne
Knorydy Podleśne est un village de Pologne, situé dans la gmina de Bielsk Podlaski, dans le Powiat de Bielsk Podlaski, dans la voïvodie de Podlachie.
Selon le recenssement de la commune de 1921, ont habité dans le village 31 personnes, dont 2 étaient catholiques, 26 orthodoxes, et 3 judaïques. Parallèlement, 21 habitants ont déclaré avoir la nationalité polonaise, 10 la nationalité biélorusse. Dans le village, il y avait 3 bâtiments habitables.

## Source
- (en) Cet article est partiellement ou en totalité issu de l’article de Wikipédia en anglais intitulé « Knorydy Podleśne » (voir la liste des auteurs).